# Abatus koehleri
Abatus koehleri là một loài cầu gai thuộc họ Schizasteridae. Loài này thuộc chi Abatus và sinh sống ở biển. Abatus beatriceae được Koehler mô tả khoa học lần đầu tiên năm 1908. Loài này được tìm thấy ở Quần đảo Nam Orkney.